# 3021 Lucubratio
3021 Lucubratio este un asteroid din centura principală, descoperit pe 6 februarie 1967 de Paul Wild.